# Horșciîk, Korosten
Horșciîk (în ucraineană Горщик) este localitatea de reședință a comunei Horșciîk din raionul Korosten, regiunea Jîtomîr, Ucraina.

## Demografie
Componența lingvistică a localității Horșciîk
     Ucraineană (97,84%)
     Rusă (1,91%)
     Alte limbi (0,16%)
Conform recensământului din 2001, majoritatea populației localității Horșciîk era vorbitoare de ucraineană (97,84%), existând în minoritate și vorbitori de rusă (1,91%).